# Stefan Krajewski (polityk)

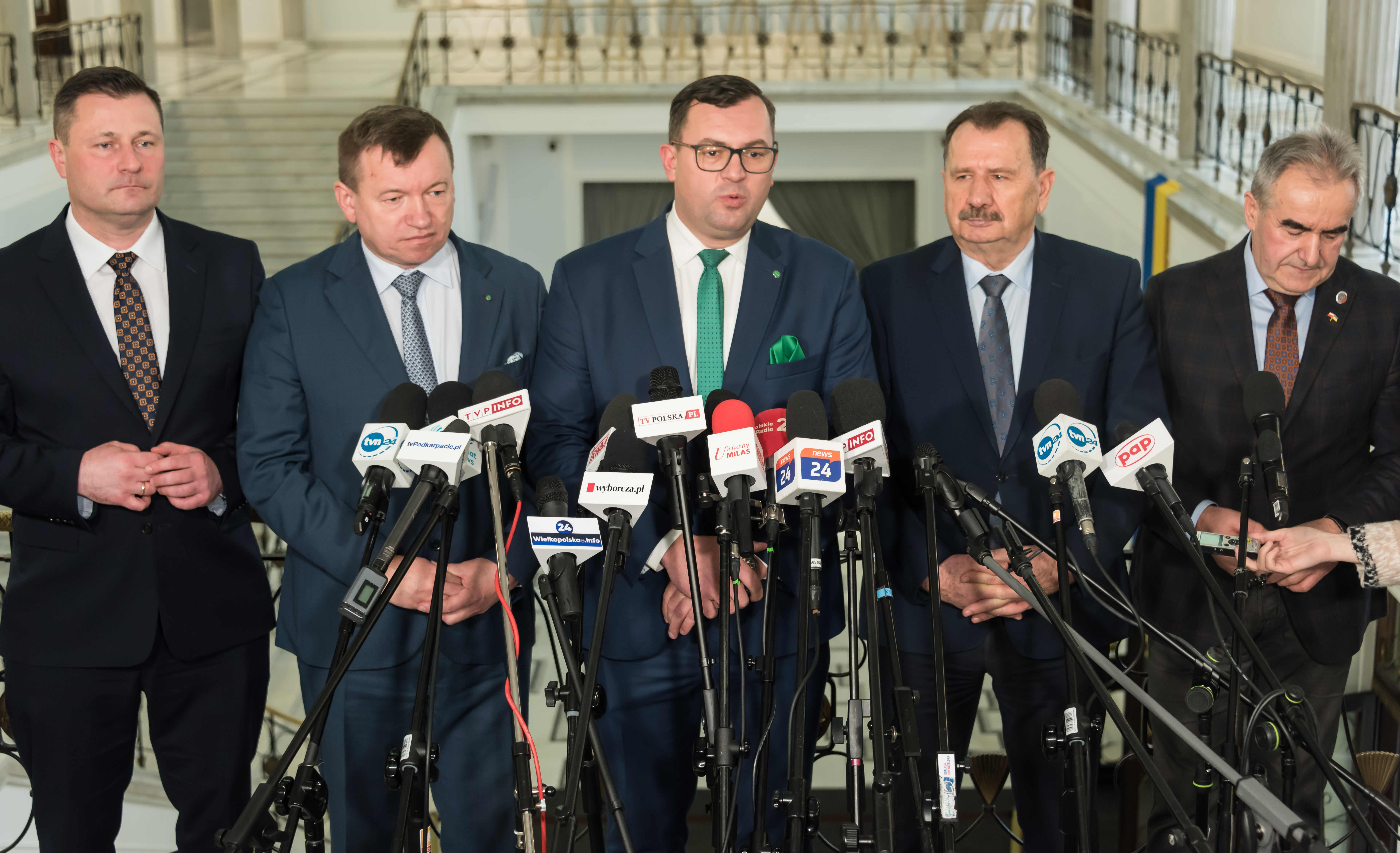
Krzysztof Paszyk, Jarosław Rzepa, Stefan Krajewski, Zbigniew Ziejewski i Ryszard Bober podczas konferencji prasowej w Sejmie (2023)

Stefan Krajewski (ur. 8 czerwca 1981 w Zambrowie) – polski samorządowiec, polityk i urzędnik, członek zarządu województwa podlaskiego V kadencji (2015–2018), poseł na Sejm IX i X kadencji (od 2019), sekretarz stanu w Ministerstwie Rolnictwa i Rozwoju Wsi (2023–2025), minister rolnictwa i rozwoju wsi w trzecim rządzie Donalda Tuska (od 2025).

## Życiorys
Został absolwentem I Liceum Ogólnokształcącego im. Stanisława Konarskiego w Zambrowie. Z wykształcenia politolog, ukończył studia na Wydziale Dziennikarstwa i Nauk Politycznych Uniwersytetu Warszawskiego oraz studia podyplomowe z zakresu wspólnej polityki rolnej Unii Europejskiej na Uniwersytecie Warmińsko-Mazurskim w Olsztynie.
Pracował w Agencji Restrukturyzacji i Modernizacji Rolnictwa, od 2004 w biurze powiatowym w Zambrowie, którym kierował w latach 2008–2011. Następnie do 2015 zajmował stanowisko dyrektora Podlaskiego Oddziału Regionalnego ARiMR. Został przewodniczącym wojewódzkich struktur Związku Zawodowego Centrum Narodowego Młodych Rolników.
Działacz Polskiego Stronnictwa Ludowego. W wyborach w 2010 został wybrany na radnego powiatu zambrowskiego; zdobył wówczas 284 głosy w okręgu obejmującym gminy Zambrów i Szumowo. Funkcję tę pełnił do 2014, kiedy to – otrzymując 6241 głosów – został radnym Sejmiku Województwa Podlaskiego. 9 listopada 2015 został członkiem zarządu województwa podlaskiego. Stanowisko to zajmował do 11 grudnia 2018.
W październiku 2016 wybrany na prezesa PSL w województwie podlaskim. W sierpniu 2018 stanął także na czele powiatowych struktur PSL. W wyborach w tym samym roku z powodzeniem ubiegał się o reelekcję do sejmiku (dostał 9892 głosy).
W 2007, 2011 i 2015 bez powodzenia startował do Sejmu z podlaskiej listy PSL. W wyborach parlamentarnych w 2019 uzyskał mandat posła IX kadencji z ramienia Polskiego Stronnictwa Ludowego, otrzymując 13 439 głosów w okręgu białostockim. W lutym 2022 został sekretarzem Naczelnego Komitetu Wykonawczego PSL.
W wyborach w 2023 z powodzeniem ubiegał się o poselską reelekcję z ramienia koalicji Trzecia Droga (zdobywając 9803 głosy). W grudniu tego samego roku został sekretarzem stanu w Ministerstwie Rolnictwa i Rozwoju Wsi. W 2024 bezskutecznie startował w wyborach do Parlamentu Europejskiego z okręgu nr 3 (otrzymał 18 128 głosów). 24 lipca 2025 objął urząd ministra rolnictwa i rozwoju wsi w rządzie Donalda Tuska.

## Odznaczenia i wyróżnienia
- Odznaka honorowa „Zasłużony dla Rolnictwa”[3]
- Medal Komisji Edukacji Narodowej[3]
- „Medal Świętego Izydora Oracza”[3]
- Złota Odznaka Honorowa za Zasługi dla Związku Sybiraków[3]
- Złota Koniczynka[3]

## Wyniki w wyborach ogólnopolskich
| Wybory | Komitet                         | Komitet                    | Organ            | Okręg          | Wynik        |
| ------ | ------------------------------- | -------------------------- | ---------------- | -------------- | ------------ |
| 2007   |                                 | Polskie Stronnictwo Ludowe | Sejm VI kadencji | nr 24          | 854 (0,19%)  |
| 2011   | Sejm VII kadencji               | Polskie Stronnictwo Ludowe | 1722 (0,40%)     | nr 24          |              |
| 2015   | Sejm VIII kadencji              | Polskie Stronnictwo Ludowe | 2412 (0,55%)     | nr 24          |              |
| 2019   | Sejm IX kadencji                | Polskie Stronnictwo Ludowe | 13 439 (2,58%)   | nr 24          |              |
| 2023   |                                 | Trzecia Droga              | Sejm X kadencji  | nr 24          | 9803 (1,61%) |
| 2024   | Parlament Europejski X kadencji | Trzecia Droga              | nr 3             | 18 128 (2,64%) |              |

## Życie prywatne
Żonaty z Edytą, ma dwóch synów.